# Nerf cochléaire
 (janvier 2017).
Si vous disposez d'ouvrages ou d'articles de référence ou si vous connaissez des sites web de qualité traitant du thème abordé ici, merci de compléter l'article en donnant les références utiles à sa vérifiabilité et en les liant à la section « Notes et références ».
Le nerf cochléaire est une des deux parties du nerf auditif que l'on appelle fibre auditive nerveuse. Il est composé (chez l'homme) d'approximativement 30 000 fibres nerveuses qui permettent d'envoyer des informations auditives au cortex auditif, situé dans le lobe temporal du cerveau.
Il est constitué de fibres nerveuses qui permettent de créer de connexions avec comme son nom l'indique, la cochlée; organe faisant partie de l'oreille où se trouvent des récepteurs auditifs.
Ainsi, il contribue à la transmission des ondes sonores jusqu'au cerveau avec :
- le ganglion spiral
- le noyau cochléaire (qui se trouve dans le tronc cérébral au niveau bulbo-pontique, et est divisé en deux parties : le noyau cochléaire ventral et le noyau cochléaire dorsal)
- le noyau olivaire
- le tubercule quadrijumeau inférieur
- le corps genouillé du thalamus

Le nerf cochléaire est une partie du nerf vestibulo-cochléaire car il est en fusion avec le nerf vestibulaire. Il est aussi appelé le nerf crânien VIII.
Une tumeur au nerf cochléaire (neurinome acoustique aussi appelé Schwannome vestibulaire) peut provoquer une perte progressive de l'audition, ou des acouphènes.

## Trajet d'une onde sonore dans le nerf cochléaire
Lors de la réception d'un son, les cellules ciliées de la cochlée créent des liaisons synaptiques avec les neurones du nerf cochléaire transformant ainsi un signal mécanique (son) en signal électrique.[incompréhensible]